# اتو روگه
اتو روگه (نروژی: Otto Ruge)، زاده ۹ ژانویه ۱۸۸۲م، در کریستیانیا؛ و درگذشته به تاریخ ۱۵ اوت ۱۹۶۱م، درسن ۷۹ سالگی در اسلو، یک افسر در نیروی زمینی نروژ، بود.
 وی همزمان با تجاوز نظامی ارتش هیتلر به خاک نروژ، در آوریل سال ۱۹۴۰م، به فرماندهی ارتش نروژ؛ و سپس به مقام رئیس ستاد دفاع نروژ، منصوب شد. 

اتو روگه، تا زمان ترک مخاصمه، در تاریخ ۱۰ ژوئن ۱۹۴۰م، رهبری مقاومت نظامی علیه نیروهای مهاجم آلمانی را بر عهده داشت. سپس وی به اسارت درآمد و به آلمان فرستاده شد و تا پایان جنگ در سال ۱۹۴۵م، در اردوگاه اسرای جنگی در آلمان به سر برد.
اتو روگه، یکی از فرماندهان برجسته ارتش نروژ بود. وی در سازماندهی نیروهای دفاعی نروژ، در دوران بین دو جنگ جهانی، نقش مؤثری داشت. بعد از تجاوز ارتش هیتلر به خاک نروژ، برای بسیاری از جوانان نروژ، اتو روگه، نماد مقاومت در مقابل قوای متجاوز بود. در طول هفته‌های حساس ماه آوریل تا ژوئن ۱۹۴۰ میلادی، اتو روگه، به عنوان فرمانده و مشاور نظامی، همکاری تنگاتنگی با ولیعهد وقت؛ و پادشاه وقت نروژ، هاکون هفتم، داشت. نظرات و تحلیل اتو روگه، از اوضاع آن زمان نروژ، در طول این چند هفته حساس، تأثیر قابل توجهی در ارزیابی‌ها و تصمیمات اتخاذ شده داشته‌است. پس از پایان جنگ و آزادی نروژ و بازگشت اتو روگه، به نروژ، وی به ریاست نیروهای دفاعی نروژ منصوب شد؛ اما پس از مدت کوتاهی به دنبال اختلاف با رهبری سیاسی جدید، از مقام خود استعفاء داد.

## تحصیلات و سوابق خدمت
اتو روگه، در مدرسه کلیسای جامع کریستیانیا تحصیل کرد و در سال ۱۸۹۹م، ضمن شرکت در امتحانات پایانی دوره متوسطه، به عنوان متقاضی آزاد، این امتحانات را با موفقیت پشت سر گذاشت. وی سپس وارد
آکادمی نظامی نروژ شد و در سال ۱۹۰۲م، در رده افسری فارغ‌التحصیل گشت. سپس تا سال ۱۹۰۵م، در مدرسه عالی نظامی مشغول ادامه تحصیل بود. وی در سال ۱۹۱۵م، در آزمون ستاد افسران ارشد، شرکت کرد و موفق شد.
اتو روگه، در طول سالهای خدمت، فرماندهی پست‌های حساسی را بر عهده داشته‌است. از جمله فرماندهی گروهان در تیپ ۱ آکرهوس؛ و فرماندهی گردان در هنگ پیاده روگالاند. وی همچنین مدتی در تیپ ۱ و ۳ سمت فرماندهی داشت. بسیاری اتو روگه را به عنوان یک مربی نظامی ماهر می‌شناسند. بین سالهای ۱۹۲۲ تا ۱۹۳۰م، وی مسئول آموزش و مربی تیراندازی در پیاده‌نظام بود. همچنین وی در سالهای بین ۱۹۲۹ تا ۱۹۳۳م، مشغول تدریس استراتژی و تاریخ جنگ در مدرسه عالی نظامی بود.
اتو روگه، سالها در ستاد کل ارتش نروژ سابقه خدمت دارد. بین سالهای ۱۹۳۳ تا ۱۹۳۸م، وی رئیس ستاد کل ارتش نروژ؛ و از سال ۱۹۳۸ تا ۱۹۴۰م، بازرس کل پیاده‌نظام ارتش پادشاهی نروژ بود.

اتو روگه در سال ۱۹۳۳م، سرهنگ و در سال ۱۹۴۰ به درجه سرتیپی رسید. بعد از پایان جنگ و بازگشت وی به وطنش نروژ در تاریخ ۱۵ ژوئیه ۱۹۴۵م، وی به درجه ارتشبدی که در آن زمان بالاترین درجه نظامی در نیروهای مسلح نروژ، بود؛ ارتقاء پیدا کرد. همچنین وی پس از پایان جنگ، نخست به ریاست نیروهای دفاعی نروژ برگزیده شد؛ اما پس از مدت کوتاهی به دنبال اختلاف با رهبری سیاسی جدید، در اول ژانویه ۱۹۴۶م، از مقام خود استعفاء داد.